# Список Героев Российской Федерации (Чечня)

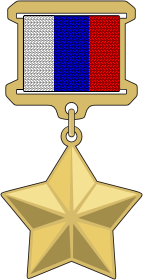
Золотая медаль «Герой Российской Федерации» — вручается удостоенным звания

В список включены Герои Российской Федерации, родившихся или живших на территории современной Чечни.

## Удостоенные звания
В 1996 году за подвиги, совершённые во время Великой Отечественной войны, звание Героя России было присвоено Канти Абдурахманову, Мовлади Умарову и Магомеду Узуеву.
Во время Первой чеченской войны, 11 июня 1996 года был удостоен звания Героя глава администрации Урус-Мартановского района Чечни Юсуп Эльмурзаев.
Остальные лица, включённые в список, были удостоены звания во время Второй чеченской войны и за участие во вторжении России на Украину.
| #  | Фамилия, имя, отчество           | Дата рождения         | Дата смерти           | Род войск            | Дата присвоения звания | Страница на сайте «Герои страны» | Примечание |
| -- | -------------------------------- | --------------------- | --------------------- | -------------------- | ---------------------- | -------------------------------- | ---------- |
| 1  | Абдурахманов, Канти              | 1 января 1916 года    | 1 января 2000 года    | артиллерия           | 16 мая 1996 года       | 7894                             |            |
| 2  | Алаудинов, Апти Аронович         | 5 октября 1973 года   |                       |                      | 1 сентября 2022 года   | 32670                            |            |
| 3  | Ахмедов, Сухраб Султанович       | 23 декабря 1974 года  |                       | Морская пехота       | 10 июля 2025 года      |                                  |            |
| 4  | Басханов, Ризван Шарудиевич      | 24 июня 1971 года     | 10 мая 2002 года      | МВД РФ               | 16 сентября 2002 года  | 7063                             | посмертно  |
| 5  | Бацаев, Руслан Юркиевич          | 30 августа 1962 года  | 20 ноября 2005 года   | МВД РФ               | 1 августа 2006 года    | 9595                             | посмертно  |
| 6  | Вахитов, Руслан Мовладович       | 24 сентября 1960 года | 16 июля 2000 года     |                      | 24 марта 2009 года     | 16156                            | посмертно  |
| 7  | Газимагомадов, Муса Денилбекович | 1 мая 1964 года       | 4 апреля 2003 года    | МВД РФ               | 24 октября 2003 года   | 6344                             | посмертно  |
| 8  | Даудов, Магомед Хожахмедович     | 26 февраля 1980 года  |                       |                      | 25 июля 2007 года      | 9591                             |            |
| 9  | Даутмерзаев, Султан Салаудиевич  | 4 апреля 1976 года    | 15 декабря 2007 года  | МВД РФ               | 17 октября 2008 года   | 12544                            | посмертно  |
| 10 | Делимханов, Адам Султанович      | 25 сентября 1969 года |                       |                      | 26 апреля 2022 года    | 32294                            |            |
| 11 | Делимханов, Алибек Султанович    | 16 октября 1974 года  |                       |                      | 23 июня 2009 года      | 13313                            |            |
| 12 | Енин, Валерий Анатольевич        | 18 января 1981 года   |                       | Сухопутные войска РФ | 10 октября 2024 года   |                                  |            |
| 13 | Завгаев, Ахмед Гапурович         | 10 января 1946 года   | 9 сентября 2002 года  |                      | 11 ноября 2003 года    | 11554                            | посмертно  |
| 14 | Загаев, Амир Абдуллахиевич       | 15 июля 1942 года     | 5 августа 1996 года   |                      | 8 мая 2003 года        | 8090                             | посмертно  |
| 15 | Исмаилов, Муслим Мусаевич        | 17 декабря 1979 года  | 31 мая 2006 года      |                      | 17 июля 2007 года      | 9596                             | посмертно  |
| 16 | Кадыров, Ахмат Абдулхамидович    | 23 августа 1951 года  | 9 мая 2004 года       |                      | 10 мая 2004 года       | 2936                             | посмертно  |
| 17 | Кадыров, Рамзан Ахматович        | 5 октября 1976 года   |                       |                      | 29 декабря 2004 года   | 2937                             |            |
| 18 | Какиев, Саид-Магомед Шамаевич    | 22 февраля 1970 года  |                       | ГРУ РФ               | 14 октября 2002 года   | 5754                             |            |
| 19 | Лорсанов, Сайпуддин Шарпудинович | 13 сентября 1973 года | 7 июля 2007 года      | МВД РФ               | 9 апреля 2008 года     | 9592                             | посмертно  |
| 20 | Матвеев, Владимир Николаевич     | 13 июня 1946 года     | 21 января 2023 года   |                      | 23 июня 1996 года      | 6322                             |            |
| 21 | Ташухаджиев, Магомед Сайдиевич   | 30 сентября 1985 года | 25 июля 2001 года     |                      | 27 июля 2001 года      | 5734                             | посмертно  |
| 22 | Тепсаев, Беслан Юнусович         | 5 декабря 1971 года   | 15 октября 2009 года  |                      | 4 августа 2010 года    | 13375                            | посмертно  |
| 23 | Узуев, Магомед Яхъяевич          | 1 января 1917 года    | 22 июня 1941 года     | пехота               | 19 февраля 1996 года   | 5754                             | посмертно  |
| 24 | Умаров, Мовлди Абдул-Вахабович   | 29 января 1921 года   | 11 января 1943 года   | пехота               | 16 мая 1996 года       | 8161                             | посмертно  |
| 25 | Усамов, Нурдин Данилбекович      | 30 января 1947 года   |                       |                      | 21 марта 2003 года     | 6159                             |            |
| 26 | Усмаев, Вахит Абубакарович       | 20 ноября 1964 года   |                       | МВД РФ               | 7 июля 2009 года       | 13380                            |            |
| 27 | Фомин, Алексей Юрьевич           | 30 июня 1977 года     |                       |                      | 30 декабря 1999 года   | 6109                             |            |
| 28 | Хайрудинов, Сергей Рафикович     | 1981 года             |                       |                      | 2022 года              | 33470                            |            |
| 29 | Хатуев, Молди Аюбович            | 30 января 1979 года   | 17 декабря 2008 года  | МВД РФ               | 4 августа 2010 года    | 13376                            | посмертно  |
| 30 | Чалаев, Замид Алиевич            | 19 августа 1981 года  |                       |                      | 1 мая 2021 года        | 31114                            |            |
| 31 | Элимханов, Бислан Рамзанович     | 1 апреля 1973 года    |                       |                      | 2017 года              | 30176                            |            |
| 32 | Эльмурзаев, Юсуп Мутушевич       | 16 декабря 1956 года  | 8 июня 1996 года      |                      | 11 июня 1996 года      | 9800                             | посмертно  |
| 33 | Ямадаев, Джабраил Бекмирзаевич   | 16 июня 1970 года     | 5 марта 2003 года     | ГРУ РФ               | 22 марта 2003 года     | 5949                             | посмертно  |
| 34 | Ямадаев, Руслан Бекмирзаевич     | 10 декабря 1961 года  | 24 сентября 2008 года |                      | 2 августа 2004 года    | 5979                             |            |
| 35 | Ямадаев, Сулим Бекмирзаевич      | 21 июня 1973 года     | 28 марта 2009 года    |                      | 11 апреля 2005 года    | 5980                             |            |